# Soldadura ultrasónica
La soldadura ultrasónica es un proceso relativamente nuevo. Consiste en una máquina con punta de base plana, donde se colocan los materiales uno encima de otro y después se baja la punta de la máquina, esta emite una onda ultrasónica que mueve las moléculas de ambos materiales provocando que estas se fundan.
Los parámetros deben de ser ajustados cada vez que se altera el espesor de la pared de los materiales a fundir. Una ejemplo de su uso en la industria es la de soldar cables a terminales.
Las piezas a soldar no se calientan hasta el punto de fusión, sino que se sueldan mediante la aplicación de presión y vibraciones mecánicas de alta frecuencia .
En contraste con la soldadura de plásticos, las vibraciones mecánicas usadas durante la soldadura ultrasónica de metales se introducen en sentido horizontal.

## Principio de la soldadura ultrasónica de metales
Durante la soldadura ultrasónica de metales, ocurre un proceso complejo que sufre de activa participación de las fuerzas estáticas, fuerzas de cizalladura oscilante y un aumento de la temperatura moderada en el área de soldadura. La magnitud de estos factores depende del grosor de las piezas, su estructura de superficie, y sus propiedades mecánicas.
Las piezas se colocan entre un elemento de la máquina fija, es decir, el yunque y el sonotrodo, que oscila horizontalmente durante el proceso de soldadura a alta frecuencia (normalmente 20 o 35 o 40 kHz)
La frecuencia de oscilación más comúnmente utilizada (frecuencia de trabajo) es de 20 kHz. Esta frecuencia es superior a las audibles para el oído humano y también permite el mejor uso posible de la energía. Para los procesos de soldadura que requieren sólo una pequeña cantidad de energía, una frecuencia de trabajo de 35 o 40 kHz puede ser utilizada.

### Usos
- Automóvil
- Cintas de alta resistencia, corte antideshilachamiento, atalajes y eslingas.
- Conectores y filtros hospitalarios, extractores de varices.
- Insertos metálicos post-inyección
- Unión de láminas termoplásticas de baja visibilidad y alta resistencia.
- Turbinas para bombas de fluidos.
- Uniones estancas y de alta resistencia.
- Incrustación de metales sobre termoplásticos.
- Soldadura de terminales de alimentación de cobre del módulo[1]
- Interconexión de cables de cobre
- Metalización del cobre del chip